# Базаров, Валентин Аюшеевич
Валенти́н Аюше́евич База́ров (6 апреля 1943, улус Сутой, Селенгинский аймак, Бурят-Монгольская АССР — 4 октября 2016) — советский и российский бурятский художник-керамист, заслуженный художник Российской Федерации (2008).

## Биография
В 1973—1979 годах учился в Ленинградском высшем художественно-промышленном училище им. В. И. Мухиной у профессора В. С. Васильковского (отделение керамики и стекла).
С 1982 — член Союза художников СССР. С 1989 — главный художник Художественно-производственных мастерских при Союзе художников Бурятской АССР. С 1992 по 1995 год — председатель правления Союза художников Бурятии.
С 1978 — участник всесоюзных, всероссийских, зональных, зарубежных выставок, в том числе персональных: в Читинском художественном музее (1987), в Республиканском художественном музее им. Ц. С. Сампилова (Улан-Удэ, 1988, 1999, 2011 («Женщины и цветы»)), в Иркутском областном художественном музее им. В. П. Сукачёва (1989), Томском художественном музее (2015).
Автор работ: декоративные вазы «Тишина. Времена года» (1980), «Вспоминая ушедшее лето»; декоративные блюда из серии «Травы и растения» — «Зима», «Цветение»; декоративная композиция «Реквием», акварели «Дождь» (1985), из цикла «Детство» (1986), серия «Земля, где я живу» (1986), «Пейзаж» (1991).
Произведения В. А. Базарова находятся в Улан-Удэ в Художественном музее им. Ц. С. Сампилова, в музеях Читы, Иркутска, Москвы, в российских и зарубежных частных коллекциях.